# Флавия Тициана
Флавия Тициана (лат. Flavia Titiana; II век — неизвестно) — супруга римского императора Пертинакса, который правил короткое время в 193 году.
Происходила из семьи сенатора. Дочь Тита Флавия Клавдия Сульпициана, консула-суффекта 170 года, и Флавии Тицианы. В 170 году вышла замуж за римского военачальника Пертинакса. В 180 году родила сына Петринакса Младшего (180—212), а затем и дочь. Сопровождала мужа в походах. В день объявления Пертинакса императором 1 января 193 года Флавия Тициана от сената получила титул Августы. У Флавии Тицианы были своеобразные отношения с мужем: она имела любовника-певца, а Пертинакс имел любовницу — Аврелию Корнифицию, дочь императора Марка Аврелия. При этом они не скрывали своих связей на стороне. Вместе с тем Тициана поддерживала мужа во всех государственных делах.
Она была с Пертинаксом в день его убийства 28 марта 193 года. Впрочем, после этого она осталась жива и умерла в Риме уже в правление Каракаллы.